# 녹너이 우라이펀
녹너이 우라이펀(태국어: นกน้อย อุไรพร 1957년 10월 11일)는 태국의 여자 가수이다.

## 약력 및 경력
본명은 우라이 씨하웡(태국어: อุไร สีหะวงศ์)이다. 1957년 10월 10일 시싸껫주 태국에서 태어났다.
1970년 콘테스트에서 공연을 시작했다. 수많은 음악 콘테스트에 출연하여 종종 우승했다. 그 후 인기를 얻었고 노파돈 두앙펀이 발표 한 "Phetpinthong" (펫핀텅) 머람 밴드에 합류했다. 1975년  "Nok Ja"라는 노래 이름을 발표했다. 활동명은 녹너이 우라이펀이다.

## 음반 목록
- Nok Jaa (นกจ๋า)
- Loei Wela Kid Hid (เลยเวลาคิดฮอด)
- Mon Phleng Sieng Isan (มนต์เพลงเสียงอีสาน)
- Phab Tay Winyan Rak (ภาพถ่ายวิญญาณรัก)